# Gyilkos bábok 3. – Toulon bosszúja
A Gyilkos bábok 3: – Toulon bosszúja (Puppet Master  III – Toulon's revenge) egy 1991-es amerikai horrorfilm, amelyet Charles Band, C. Courtney Joyner valamint David Schmoeller írt, illetve David DeCoteau rendezett. Ez a harmadik film a Gyilkos bábok-sorozatban, az első és második felvonás előzménye. A bábmester André Toulon-t Guy Rolfe alakítja, akinek tehetsége, az élettelen anyagok életre keltése felkeltette a nácik érdeklődését, kiket többek közt Richard Lynch, Ian Abercrombie és Walter Gotell kelt életre a képernyőn. A sorozat első 5 része kritikailag pozitív fogadtatásban részesült, különösen ez a rész. Azonban a további folytatások már nem hozták a korábbi részek minőségét.

## Történet
A film 1941-ben Berlinben, a Második világháború idején, a náci Németországban játszódik. Dr. Hess (Ian Abercrombie) tudóst a nácik arra kényszerítik, különösen a Gestapo kegyetlen tisztviselője Kraus őrnagy, hogy hozzon létre egy olyan szérumot, amely képes arra, hogy élettelen lényekbe életet leheljen, melyet a nácik a csatatéren élő pajzsként használnak majd, és hogy Hitler több ezer halott katona holttestét irányíthassa a világuralom elleni harcban. De Dr. Hess kudarcot vall a kísérlet során. Majd miután a nácik felderítették André Toulon hollétét, aki birtokában volt az egyiptomi okkult tudományok alapján előállított különleges szérum tudásának, az élet, az újjászületés titkának, a nácik, Kraus őrnagy vezetésével mozgósítja hadseregét Toulon és családja ellen. Az esemény során a bábmester feleségét, Elsa-t (Sarah Douglas) megölik, Toulon-t magukkal viszik. Azonban, a bábok (Pinhead, Blade, Jester, Tunneler) hadjáratot indítanak a Gestapo főhadiszállása ellen, a támadás során Toulon-t megszöktetik. Toulon megtervezi bosszúját. Megalkotja a csapat új bábjait, Six Shooter-t, és elhunyt felesége lelkét átülteti Leech Woman bábjába. Toulon hadserege kész a bosszúra...

## Bábok
- Blade
- Pinhead
- Jester
- Tunneler
- Six Shooter
- Leech Woman
- Mephisto
- Djinn the Homunculus (flashback)

## Megjelenés
- A film digitálisan felújított remastered változata 2015-ben Blu-Ray-en külföldön megjelent.[1]
- A Gyilkos bábok 3. – Toulon bosszúja Magyarországon semmilyen formában nem jelent meg.

## Kritikai fogadtatás
- A Rotten Tomatoes kritikagyűjtő esetében a film 6185 felhasználó értékelése alapján 52% -os minősítést kapott.[2]
- Az IMDb filmadatbázison 6.1 ponton állt 2018 novemberében.[3]
- "Kétségtelenül a trilógia legjobb része! . A operatőri munka kifogástalan, szép színekkel, kontraszt világítással. Előbukkant egy új karakterrel, "Six Shooter", ami még komolyabb stop motion animációt követelt.[4]
- "Hosszú pillantást vethetünk Michelle Bauer csodálatos idomaira, és néhány kellemes mókás jelenetet biztosít a nézők számára a gúnyosan, ravaszan vigyorgó Six Shooter és személyes kedvencem Tunneler. C. Courtney Joyner forgatókönyve stabilan vezeti az eseményeket, egy percig sem ül le. David Allen stop-motion f / x-je kellemesen hatásos, DeCoteau munkája kellemes csalódás."[5]

## Háttérinformáció
Six Shooter megjelenését amerikai cowboyokról mintázták, miután úgy döntöttek, hogy a Toulon egyik bábja a Harmadik birodalom ellenfele legyen. Six Shooter eredetileg egy hatkezű fegyveres ninja lett volna, de az alkotók végül a cowboy külső mellett határoztak, mivel az író nagy nyugati filmes rajongó volt, és a történelem is igazolja, hogy Six Shooter amerikai eredete, a nácik ellenfele. Ninja bábbal azonban a Puppet Master: Axis of Evil című részben lehetett találkozni. Bár ez a film a sorozat 3. része, valójában ez a történet a(z) prequel (előzmény) a franchise-ban. Ez az első film, amely elmeséli a bábok eredetét. A nyitó jelenet néhány véres képsort Charles Band és a Paramount Pictures gyártó kérésére meg kellett vágni. Guy Rolfe-nak nem volt idegen a bábmester szerep, korábban már alakított bábmestert a Babák (Dolls) című 1987-es horrorfilmben.